# Kokyu
Kokyu (呼吸, kokyū, respiração), ou Kokyu undo (呼吸 運動, Kokyū undō), é a prática controlada de respiração abdominal, feita mediante a inspiração nasal e expiração bucal.
Natural e inconscientimente, o ser humano executa os movimentos que provocam a inalação e expiração do ar. Todavia, quando se está a executar quaisquer exercícios, inclusive os eminentemente mentais, o reflexo respiratório altera-se, posto que inconsciente disso a pessoa esteja. Quando se trata, pois, de um exercício físico, ess'alteração no rítmo é mais fácil de ser percebida. É exatamente com esse ritmo que a técnica do kokyu trabalha.

## Características
O carateca deve inspirar sempre pelo nariza e expirar pela boca, num rítmo suave e constante, mesmo que esteja a desenvolver uma técnica de força ou velocidade; o ar deve ser direcionado ao hara, absorvido e devolvido; deve-se sentir o fluxo do ar e, pari passu, o fluxo do ki a percorrer o corpo até o sítio desiderato.